# Pippuhana
Pippuhana is een geslacht van spinnen uit de  familie van de Anyphaenidae (buisspinnen).

## Soorten
- Pippuhana calcar (Bryant, 1931)
- Pippuhana donaldi (Chickering, 1940)
- Pippuhana gandu Brescovit, 1997
- Pippuhana unicolor (Keyserling, 1891)